# Charles Ives

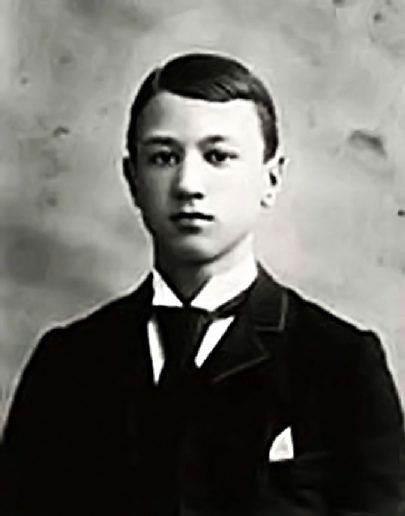
Charles Ives

Charles Edward Ives (Danbury, Connecticut, 20 oktober, 1874 – New York, 19 mei 1954) was een moderne Amerikaanse componist. Hij wordt algemeen gezien als de eerste moderne Amerikaanse componist van internationale betekenis. Het uit Nederland afkomstige Ives Ensemble is naar hem genoemd.

## Leven
Ives werd in Connecticut in de Verenigde Staten geboren als zoon van een leider van een militaire kapel en kreeg van hem op jeugdige leeftijd al muzieklessen. Op de Yale-universiteit studeerde hij muziek bij Horatio Parker. Toen hij afgestudeerd was, besloot hij van muziek niet zijn beroep te maken, omdat hij bang was muzikale compromissen te moeten sluiten. In plaats daarvan zocht hij een beroep in het verzekeringswezen, en was daarin tamelijk succesvol. In zijn vrije tijd componeerde hij en werkte hij als organist.
Na zijn huwelijk verhuisde Ives naar New York en verdiende zijn brood met zijn eigen verzekeringsmaatschappij, Ives & Myrick. Daarnaast bleef hij componist tot hij in 1918 een hartaanval kreeg. Daarna componeerde hij nauwelijks nog. Ives stierf in 1954. De handschriften van Ives' composities worden bewaard in de bibliotheek van Yale University.

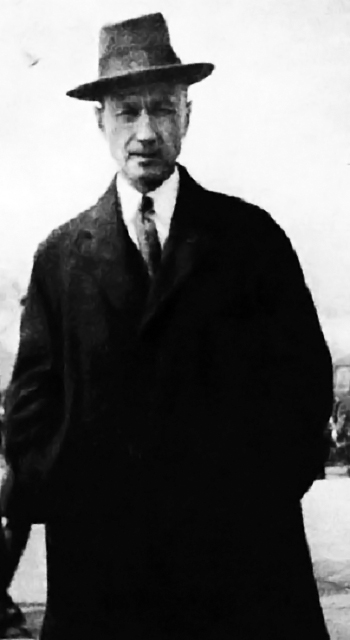
Charles Ives

Ives' muziek bevat veel oorspronkelijke elementen, die men eerder bij avantgardecomponisten als Stravinsky of Bartók zou verwachten. Veelal paste Ives vernieuwingen eerder toe dan zij of welke andere componist ook. Bitonaliteit en polyritmiek, citaten uit andere composities, aanhalingen van kerkelijke gezangen kenmerken zijn werken. Tot de liederen en hymnes die regelmatig terugkeren, behoort Columbia, the Gem of the Ocean (met name in het slot van de Tweede Symfonie).
Tijdens zijn leven werd Ives' muziek maar hoogst zelden opgevoerd. Pas toen hij de zeventig naderde kwam er meer belangstelling voor zijn werk. Leonard Bernstein, Elliott Carter, Henry Cowell, Lou Harrison, Bernard Herrmann, William Schuman, Nicolas Slonimsky en Leopold Stokowski behoorden tot degenen die de muziek van Ives onder de aandacht brachten. Arnold Schönberg noemde Ives een 'monument van artistieke integriteit'. De miskende componist werd nu beschouwd als een van de 'Amerikaanse originelen', iemand die op geheel eigen wijze, zonder dat hij dat van iemand geleerd had, de Amerikaanse geest en Amerikaanse volksmuziek in zijn werk tot uitdrukking bracht.
Sinds de jaren zestig wordt het werk van Ives regelmatig uitgevoerd, vooral de symfonische werken, de pianosonate Concord en bijvoorbeeld The Unanswered Question.

## Composities (selectie)

### Orkestwerken
- Symfonie nr. 1
- Symfonie nr. 2
- Symfonie nr. 3, The Camp Meeting
- Symfonie nr. 4
- Holiday Symphony (in wezen zijn 5e symfonie)
- Universe Symphony (na zijn dood voltooid in minstens 3 verschillende versies)
- The Unanswered Question
- Central Park in the dark
- Three Places in New England (Orchestral Set, nr. 1)
- Orchestral Set, nr. 2

### Werken voor harmonieorkest
- A Son of a Gambolier
- Country Band March
- Decoration Day
- March VI: Here's to Good Old Yale
- March Intercollegiate
- March: Omega Lambda Chi
- Old Home Days
  1. Waltz - The Opera House and Old Home Days
  2. The Collection - Slow March
  3. London Bridge is Fallen Down!!
- Ouverture and March «1776»
- Variations on «America»
- Variations on «Jerusalem the Golden»

### Kamermuziek
- String Quartet No. 1: From the Salvation Army
- String Quartet No. 2
- The Gong on the Hook and Ladder; een bewerking van dit stuk was Fireman's Parade on Main Street
- Hallowe'en
- In Re Con Moto et al.
- Over the Pavements
- Largo voor viool, klarinet en piano

### Pianomuziek
- Pianosonate nr. 1
- Pianosonate nr. 2 'Concord' (met eventuele aanvulling door een altviool en een dwarsfluit)
- Five Take-offs
- Three Quarter-Tone Pieces
- Three Page Sonata

### Liederen
Ives componeerde ruim 150 liederen, vaak op tekst van hemzelf, bijvoorbeeld: 
- The Cage, dat slechts 30 seconden duurt
- The Camp Meeting
- Charlie Rutlage
- The Circus Band
- Feldeinsamkeit
- He is there!
- In Flanders' Fields
- Like a Sick Eagle
- On the Antipodes
- Remembrance

### Overige werken
- Piano trio
- Three Quarter Tone Piano Pieces
- Variations on America voor orgel
- General William Booth Enters Into Heaven voor bas en instrumentaal ensemble

Ook schreef hij orgelcomposities, strijkkwartetten en vioolsonates.